# Vlagyimir Szergejevics Iljusin
Vlagyimir Szergejevics Iljusin (oroszul: Владимир Сергеевич Ильюшин; Moszkva, 1927. március 31. – Moszkva, 2010. március 1.) orosz nemzetiségű szovjet berepülőpilóta, vezérőrnagy. Szergej Iljusin repülőgép-tervező fia. Nevéhez fűződik a Szuhoj-tervezőiroda számos prototípusának első felszállása.

## Élete és munkássága
Kezdetben motorszerelőként dolgozott a moszkvai Központi repülőtér repülőgépjavító műhelyében. 1941-ben, a Szovjetunió elleni német támadás után a légoltalmi egységeknél szolgált figyelőként, és segített a tűzoltásban. Ekkor, 14 évesen kapta első kitüntetését, a Moszkva védelméért érmet. 1943-ban tanult először repülni egy Po–2-es géppel, első oktatója Vlagyimir Kokkinaki berepülőpilóta volt. Még abban az évben kapott repülőgépvezetői engedélyt a 3. sz. Moszkvai Városi Repülőklubnál. 1944-ben behívták a Vörös Hadseregbe. 1951-ben elvégezte a Szovjet Légierő Zsukovszkij Repülő Akadémiáját, majd 1953-ban a berepülőpilóta-tanfolyamot. 1953–1957 között a Repülő-kísérleti Intézet (LII) berepülőpilótája volt.
1957-ben került a Szuhoj-tervezőirodához, ahol 1981-ig az iroda egyik berepülőpilótájaként dolgozott. Az első Szuhoj-típus, mellyel végrehajtotta az első felszállást, a későbbi Szu–9 prototípusa, a T–43 volt. Ezt követően a tervezőiroda típusainak többségét ő emelte először a levegőbe. Így 1958-ban a Szu–11 és a T–5, 1962-ben a Szu–15, 1966-ban a Szu–17, 1967-ben a Szu–24, 1972-ben a T–4, 1975-ben a Szu–25, 1977-ben pedig a Szu–27 harci repülőgépekkel emelkedett először a levegőbe.
Három repülési világrekord fűződik a nevéhez. Közülük kettő magassági rekord, mindkettőt Szu–9-es gépekkel érte el.
1981-ben nyugállományba vonult a hadseregtől, visszavonult a berepülő munkától. Később a Szuhoj-tervezőiroda főkonstruktőrének helyettese lett.
1973-ban léptették elő a légierő vezérőrnagyává. Munkásságát számos kitüntetéssel ismerték el. Többek között 1976-ban Lenin-renddel, 1996-ban az Oroszországi Föderáció Állami díjával, 2007-ben pedig az Alekszandr Nyevszkij-érdemrenddel tüntették ki.

## Feltételezett űrrepülése
Széles körben elterjedt feltételezések szerint Vlagyimir Iljusin volt az első ember a világűrben, aki Jurij Gagarint öt nappal megelőzve, 1961. április 7-én hajtotta végre az első emberes űrrepülést. Az elmélet szerint a Rosszija nevű űrhajó leszállóegysége műszaki okok miatt Kínában ért földet, ahol a kínai hatóságok őrizetbe vették őt, és csak egy év múlva engedték szabadon. Az eseményt pedig az 1960-as évek feszült kínai–szovjet viszonya miatt egyik fél sem hozta nyilvánosságra. (Az elmélet szerint a Szovjetuniónak a kudarc, Kínának pedig a szovjet műszaki fölény beismerése miatt nem volt érdeke az esemény nyilvánosságra hozása.)
Szakmai körökben Iljusin űrrepülését megalapozatlannak tartják. A Szovjetunió felbomlása után a korai szovjet emberes űrrepülések anyagai is hozzáférhetővé váltak, továbbá ismertek a programban részt vevő személyek (tudósok, műszaki személyzet, pilóták), akiknek számos visszaemlékezése elérhető. Vlagyimir Iljusin űrrepüléséről ez idáig semmilyen hiteles adat vagy dokumentum nem került elő, maga Iljusin sem erősítette meg ezt az elméletet.

## Külső hivatkozások
- Vlagyimir Iljusin életrajza a Geroi sztrani oldalon (oroszul)
- Iljusin – szin Iljusina – Rosszijszkaja gazeta, 2002 (oroszul)
- Mark Wade írása az Encyclopedia Astronautica honlapján
- Vélemények Iljusin feltételezett űrrepüléséről (angolul)